# 治平 (徐寿辉)
治平（1351年十月—1355年）是元朝时期徐寿辉的年號，共計5年。
另有觀點認為治平年號僅有4年，年份為1351年至1354年。传统史籍将徐寿辉建元时间系于至正十一年（1351年）八月至十一月之間，唯《玄宫之碑》记载，治平元年在庚寅岁（1350年）。

## 改元
- 1351年——十月，徐壽輝稱帝，建國天完，改元治平。[1][3][4][5][6][7]
- 1356年——徐壽輝改元太平。[1]

## 西曆紀年對照表

### 建元五年說
| 治平 | 元年     | 二年     | 三年     | 四年     | 五年     |
| ---- | -------- | -------- | -------- | -------- | -------- |
| 公元 | 1351年   | 1352年   | 1353年   | 1354年   | 1355年   |
| 干支 | 辛卯     | 壬辰     | 癸巳     | 甲午     | 乙未     |
| 元   | 至正11年 | 至正12年 | 至正13年 | 至正14年 | 至正15年 |

### 建元四年說
| 治平 | 元年     | 二年     | 三年     | 四年     |
| ---- | -------- | -------- | -------- | -------- |
| 公元 | 1351年   | 1352年   | 1353年   | 1354年   |
| 干支 | 辛卯     | 壬辰     | 癸巳     | 甲午     |
| 元   | 至正11年 | 至正12年 | 至正13年 | 至正14年 |

## 同期存在的其他政权年号
- 其他政权使用的治平年号
- 中國
  - 至正（1341年－1370年）：元朝—元顺帝之年號
  - 天佑（1354年－1357年）：元朝時期—張士誠之年號
  - 龍鳳（1355年－1366年）：元朝時期—韓林兒之年號
- 越南
  - 紹豐（1341年－1357年）：陳朝—陳裕宗陳暭之年號
- 日本
  - 正平（1347年－1370年）：南朝—后村上天皇与长庆天皇之年号
  - 觀應（1350年－1352年）：北朝—崇光天皇之年號
  - 文和（1352年－1356年）：北朝—後光嚴天皇之年號

## 深入閱讀
- 李崇智. . 北京: 中華書局. 2004年12月. ISBN 7101025129.
- 鄧洪波. . 臺北: 國立臺灣大學東亞經典與文化研究計劃. 2005年3月  [2021-11-09]. ISBN 9789860005189. （原始内容 (pdf)存档于2007-08-25）.

| 前一年號： -- | 天完年号 | 下一年號： 太平 |